# Saison 2020-2021 de l'AS Monaco FC
Maillots
Chronologie
Saison précédente Saison suivante
La saison 2020-2021 de l'AS Monaco est la soixante-deuxième saison du club en première division du championnat de France et la huitième saison consécutive au sein de l'élite du football français.
Elle débute dans un contexte particulier, provoqué par la pandémie de Covid-19 en France, qui a aussi entraîné l'arrêt de l'édition précédente avant son terme et qui a vu le club monégasque terminer à la neuvième place.
Niko Kovač, entraîneur de 48 ans, remplace Robert Moreno à la tête du staff monégasque.
Outre le championnat de France de Ligue 1, le club est engagé en Coupe de France.

## Avant-saison
Le 30 avril, le Conseil d’Administration de la LFP acte la fin de la saison et prononce le classement final établi par un indice de performance prenant en compte un quotient nombre de points par matches joués : L'AS Monaco termine ainsi à la neuvième place du championnat.

## Transferts

### Transferts hivernaux
| Nom      | Nationalité | Poste | Transfert | Provenance/Destination | Division |
| -------- | ----------- | ----- | --------- | ---------------------- | -------- |
| Arrivées |             |       |           |                        |          |
| Départs  |             |       |           |                        |          |

## Compétitions

### Championnat
La saison 2020-2021 de Ligue 1 est la quatre-vingt-deuxième édition du championnat de France de football et la dix-septième sous l'appellation « Ligue 1 ». La division oppose vingt clubs en une série de trente-huit rencontres. Les meilleurs de ce championnat se qualifient pour les coupes d'Europe que sont la Ligue des Champions (le podium) et la Ligue Europa (le quatrième ainsi que le vainqueur de la Coupe de France). L'AS Monaco participe à cette compétition pour la soixante-deuxième fois de son histoire et la huitième consécutive depuis la saison 2013-2014.
Les relégués de la saison précédente, l'Amiens Sporting Club et le Toulouse Football Club sont remplacés par le Football Club de Lorient, champion de Ligue 2 en 2019-2020 et le Racing Club de Lens.
La saison débute le 21 août 2020 et se terminera le 23 mai 2021.

#### Classement
| Rang | Équipe                    | Pts | J  | G  | N  | P  | Bp | Bc | Diff | Qualification ou relégation                                                     |
| ---- | ------------------------- | --- | -- | -- | -- | -- | -- | -- | ---- | ------------------------------------------------------------------------------- |
| 1    | LOSC Lille                | 83  | 38 | 24 | 11 | 3  | 64 | 23 | +41  | Qualification pour la phase de groupes de la Ligue des champions                |
| 2    | Paris Saint-Germain T S C | 82  | 38 | 26 | 4  | 8  | 86 | 28 | +58  | Qualification pour la phase de groupes de la Ligue des champions                |
| 3    | AS Monaco                 | 78  | 38 | 24 | 6  | 8  | 76 | 42 | +34  | Qualification pour le troisième tour de qualification de la Ligue des champions |
| 4    | Olympique lyonnais        | 76  | 38 | 22 | 10 | 6  | 81 | 43 | +38  | Qualification pour la phase de groupes de la Ligue Europa                       |
| 5    | Olympique de Marseille    | 60  | 38 | 16 | 12 | 10 | 54 | 47 | +7   | Qualification pour la phase de groupes de la Ligue Europa                       |

### Coupe de France
La coupe de France 2020-2021 est la 104e édition de la Coupe de France, une compétition à élimination directe mettant aux prises les clubs de football amateurs et professionnels à travers la France métropolitaine et les DOM-ROM. Elle est organisée par la FFF et ses ligues régionales.

## Effectif et encadrement

### Effectif professionnel actuel
Le premier tableau liste l'effectif professionnel du AS Monaco. Le second recense les prêts effectués par le club lors de la saison 2020-2021.
En grisé, les sélections de joueurs internationaux chez les jeunes mais n'ayant jamais été appelés aux échelons supérieurs une fois l'âge limite dépassé.

### Statistiques individuelles
(Mise à jour le 25 avril 2021)
| Numéro | Nat. | Nom             | Championnat | Championnat | Championnat    | Championnat | Championnat  | Coupe de France | Coupe de France | Coupe de France | Coupe de France | Coupe de France | Total | Total       | Total          | Total  | Total        |
| Numéro | Nat. | Nom             | M.j.        | But inscrit | Passe décisive | Averti      | Carton rouge | M.j.            | But inscrit     | Passe décisive  | Averti          | Carton rouge    | M.j.  | But inscrit | Passe décisive | Averti | Carton rouge |
| ------ | ---- | --------------- | ----------- | ----------- | -------------- | ----------- | ------------ | --------------- | --------------- | --------------- | --------------- | --------------- | ----- | ----------- | -------------- | ------ | ------------ |
| 8      |      | Tchouaméni      | 32          | 2           | 4              | 8           | 1            | 4               | 0               | 0               | 0               | 0               | 36    | 2           | 4              | 8      | 1            |
| 37     |      | Diop            | 32          | 7           | 1              | 4           | 0            | 3               | 0               | 1               | 0               | 0               | 35    | 7           | 2              | 4      | 0            |
| 9      |      | Ben Yedder      | 33          | 18          | 5              | 3           | 0            | 2               | 1               | 1               | 0               | 0               | 35    | 19          | 6              | 3      | 0            |
| 32     |      | Badiashile      | 31          | 2           | 1              | 3           | 0            | 3               | 0               | 0               | 0               | 0               | 34    | 2           | 1              | 3      | 0            |
| 31     |      | Volland         | 30          | 14          | 6              | 3           | 0            | 3               | 2               | 0               | 1               | 0               | 33    | 15          | 6              | 4      | 0            |
| 26     |      | Aguilar         | 30          | 1           | 3              | 6           | 0            | 3               | 1               | 0               | 0               | 0               | 33    | 2           | 3              | 6      | 0            |
| 22     |      | Fofana          | 30          | 0           | 2              | 8           | 1            | 3               | 0               | 0               | 0               | 0               | 33    | 0           | 2              | 8      | 1            |
| 10     |      | Jovetić         | 29          | 6           | 0              | 1           | 0            | 3               | 1               | 0               | 0               | 0               | 32    | 7           | 0              | 1      | 0            |
| 12     |      | Caio Henrique   | 27          | 0           | 4              | 0           | 0            | 4               | 0               | 0               | 0               | 0               | 31    | 0           | 4              | 0      | 0            |
| 20     |      | Disasi          | 25          | 3           | 0              | 4           | 2            | 4               | 0               | 0               | 0               | 0               | 29    | 3           | 0              | 4      | 2            |
| 29     |      | Sidibé          | 26          | 0           | 2              | 3           | 0            | 2               | 0               | 0               | 0               | 0               | 28    | 0           | 2              | 3      | 0            |
| 3      |      | Maripán         | 24          | 5           | 1              | 4           | 0            | 2               | 0               | 0               | 0               | 0               | 26    | 5           | 1              | 4      | 0            |
| 2      |      | Ballo-Touré     | 21          | 0           | 3              | 2           | 0            | 4               | 0               | 0               | 2               | 0               | 25    | 0           | 3              | 4      | 0            |
| 40     |      | Lecomte         | 24          | 0           | 0              | 1           | 0            | 0               | 0               | 0               | 0               | 0               | 24    | 0           | 0              | 1      | 0            |
| 11     |      | Martins         | 20          | 3           | 2              | 3           | 0            | 2               | 0               | 0               | 0               | 0               | 22    | 3           | 2              | 3      | 0            |
| 4      |      | Fàbregas        | 19          | 2           | 3              | 2           | 0            | 3               | 0               | 1               | 0               | 0               | 22    | 2           | 4              | 2      | 0            |
| 17     |      | Golovin         | 18          | 4           | 8              | 1           | 0            | 3               | 0               | 0               | 0               | 0               | 21    | 4           | 8              | 1      | 0            |
| 19     |      | Pellegri        | 14          | 1           | 0              | 1           | 0            | 1               | 0               | 0               | 1               | 0               | 15    | 1           | 0              | 2      | 0            |
| 13     |      | Geubbels        | 13          | 1           | 0              | 3           | 0            | 1               | 0               | 0               | 0               | 0               | 14    | 1           | 0              | 3      | 0            |
| 27     |      | Diatta          | 10          | 1           | 0              | 3           | 0            | 3               | 0               | 0               | 0               | 0               | 13    | 1           | 0              | 3      | 0            |
| 36     |      | Matazo          | 7           | 0           | 1              | 0           | 1            | 3               | 0               | 0               | 0               | 0               | 10    | 0           | 1              | 0      | 1            |
| 30     |      | Mannone         | 9           | 0           | 0              | 0           | 0            | 0               | 0               | 0               | 0               | 0               | 9     | 0           | 0              | 0      | 0            |
| 35     |      | Florentino Luís | 9           | 0           | 0              | 1           | 0            | 1               | 0               | 0               | 0               | 0               | 10    | 0           | 0              | 1      | 0            |
| 34     |      | Matsima         | 8           | 0           | 0              | 2           | 0            | 1               | 0               | 0               | 0               | 0               | 9     | 0           | 0              | 2      | 0            |
| 1      |      | Majecki         | 1           | 0           | 0              | 0           | 0            | 4               | 0               | 0               | 1               | 0               | 5     | 0           | 0              | 1      | 0            |
| 7*     |      | Onyekuru        | 4           | 0           | 1              | 0           | 0            | 0               | 0               | 0               | 0               | 0               | 4     | 0           | 1              | 0      | 0            |
| 38     |      | Millot          | 2           | 0           | 0              | 0           | 0            | 1               | 0               | 0               | 0               | 0               | 3     | 0           | 0              | 0      | 0            |
| 41*    |      | Biancone        | 2           | 0           | 0              | 1           | 0            | 0               | 0               | 0               | 0               | 0               | 2     | 0           | 0              | 1      | 0            |
| 6*     |      | Aholou          | 2           | 0           | 0              | 0           | 0            | 0               | 0               | 0               | 0               | 0               | 2     | 0           | 0              | 0      | 0            |
| 21*    |      | Pavlović        | 1           | 0           | 0              | 0           | 0            | 0               | 0               | 0               | 0               | 0               | 1     | 0           | 0              | 0      | 0            |

* Joueurs partis en cours de saison

### Effectif de l'équipe réserve
En gris, les sélections de joueurs internationaux chez les jeunes n'ayant jamais été appelés aux échelons supérieurs une fois l'âge limite dépassé.